# Al Capone

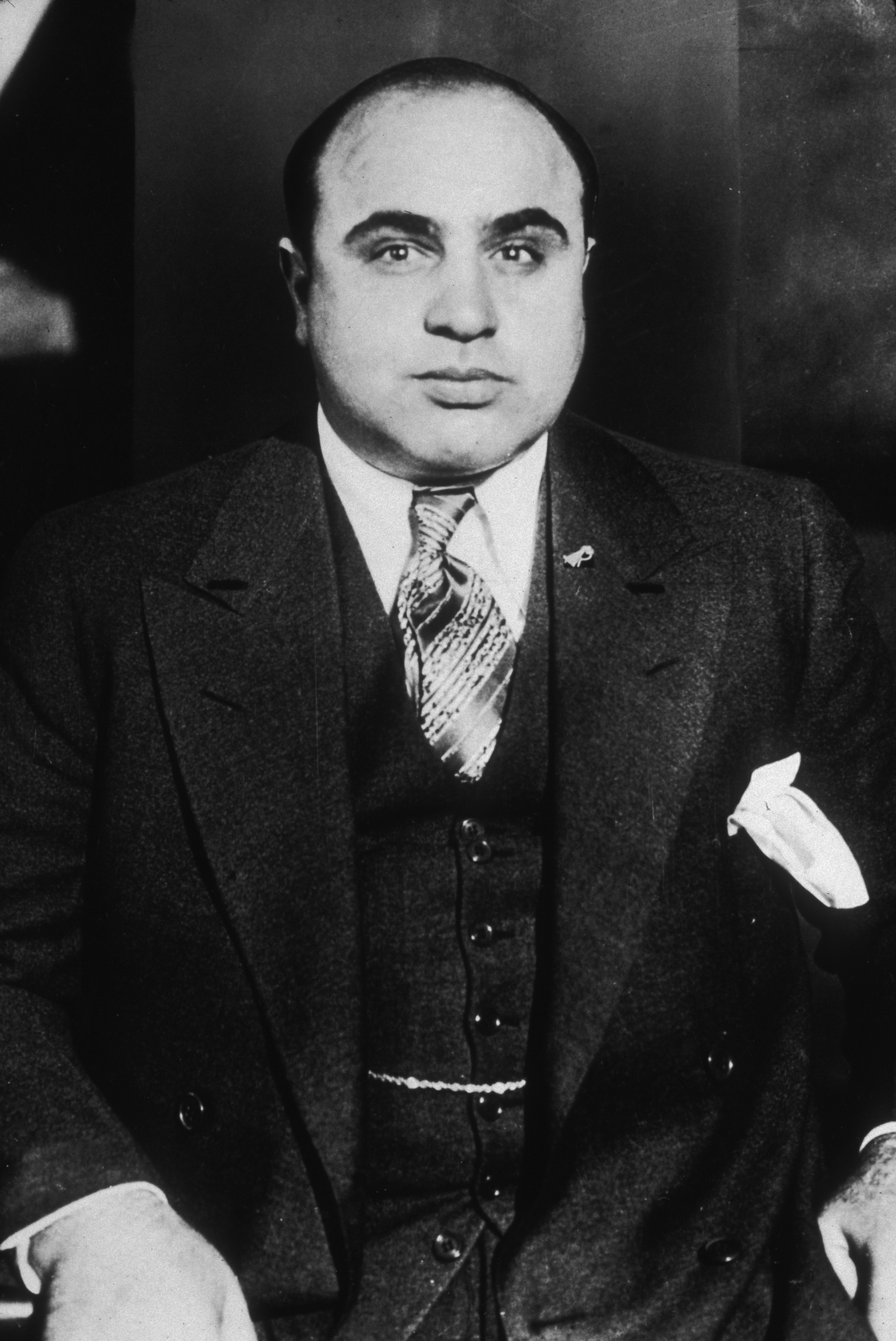
Al Capone, um 1935

Alphonse Gabriel „Al“ Capone (in englischer Aussprache kə'pəʊn, italienisch Alfonso Capone; * 17. Januar 1899 in Brooklyn, New York City; † 25. Januar 1947 in Palm Island, Florida) war ein US-amerikanischer Mobster und einer der berüchtigtsten Verbrecher Amerikas in den 1920er- und 1930er-Jahren. Capone kontrollierte als Boss des „Chicago Outfit“ die Chicagoer Unterwelt und machte seine Geschäfte vor allem mit illegalem Glücksspiel, Prostitution, Schutzgelderpressung und während der Prohibitionszeit mit illegalem Alkoholhandel.
Obwohl der Höhepunkt seiner Karriere nur von 1926 bis 1931 währte und Capone im Grunde nur bereits existierende kriminelle Strukturen nutzte, wurde er geradezu zum Archetyp des US-amerikanischen Gangsterbosses, zu einem Symbol für die organisierte Kriminalität schlechthin. Der „Mythos Capone“ geht im Wesentlichen auf seine Fähigkeiten als Selbstdarsteller und seinen geschickten Umgang mit der Presse zurück. Nach außen gab sich Capone den Anschein des seriösen Geschäftsmanns, der im Branchenverzeichnis als Antiquitätenhändler geführt wurde und laut Visitenkarte Händler für gebrauchte Möbel war.

## Jugend und frühe Erwachsenenjahre in New York

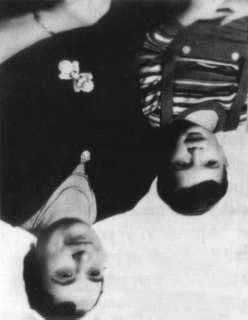
Capone und seine Mutter, zwischen 1904 und 1910

Al Capone wurde 1899 als Sohn italienischer Einwanderer aus Neapel im New Yorker Stadtbezirk Brooklyn geboren. Sein Vater Gabriel, ein Friseur, und seine Mutter Theresa standen einer großen Familie vor. Theresa gebar nacheinander ihre sieben Söhne James Vincenzo, Ralph, Frank, Alphonse, John „Mimi“, Albert und Matthew. Danach bekam sie mit Rose und Mafalda noch zwei Töchter. Capone wuchs in Brooklyn in einem von Iren, Italienern und weiteren Einwanderergruppen geprägten Stadtteil auf. Dies beeinflusste ihn insoweit, als er nie nationalistische Vorurteile zeigte. Als Junge war er intelligent und sportlich, bewies aber oft mangelnde Selbstbeherrschung. Dennoch fiel er kaum auf und galt als eher zurückhaltend. Bekannte aus dieser Zeit zeigten sich später erstaunt über Capones Laufbahn.
Er verließ die Schule in der achten Klasse und arbeitete danach unter anderem als Verkäufer, als Kegeljunge, in einer Munitionsfabrik und in einer Buchbinderei. Später betätigte er sich als Barkeeper und Rausschmeißer im Havard Inn auf Coney Island, schlug sich aber nebenbei als Kleinkrimineller in den New Yorker Jugendbanden durch. Er schloss sich in Manhattan den Brooklyn Rippers und den Forty Thieves Juniors, der Jugendorganisation der Five Points Gang, an. 1914 – im Alter von fünfzehn Jahren – wurde Capone von dem Gangster Frankie Yale aufgenommen, von dem er viel über Schutzgelderpressung, Wucherzinsen und Ähnliches lernte. Yale war Capones großes Vorbild. Er lehrte ihn, dass Brutalität und Rücksichtslosigkeit allein niemals zum erfolgreichen „Geschäft“ führten.

### Scarface
Im Sommer 1917 kam Capone zu seinem Spitznamen Scarface (deutsch Narbengesicht): Capone hatte in einer Bar in Red Hook in Brooklyn mit der Schwester des Gangsters Frank Gallucio geflirtet (andere Quellen behaupten, Capone habe ihr gegenüber einen abfälligen Kommentar fallen lassen), woraufhin ihm dieser, bereits betrunken, ein Messer über das Gesicht zog. Capone wollte sich nie an ihm rächen und gab ihm später sogar mehrere Beschäftigungen, unter anderem als Bodyguard. Aus Capones Sicht hatte sein Gegenüber gerechtfertigt gehandelt, da er seine Schwester beschützen wollte. Später behauptete Capone, dass er sich diese Verletzung während des Ersten Weltkriegs bei seinem Einsatz beim sogenannten Lost Battalion (zu deutsch: Verlorenes Bataillon) zugezogen habe, das im Oktober 1918 im Argonnenwald nach einer amerikanischen Attacke von deutschen Soldaten isoliert wurde.

### Capones erster Mord
Als ein Bekannter in der Kneipe von Frankie Yale 1500 US-Dollar durch Falschspiel gewann und Capone es ihm am Ausgang wieder abnahm, sagte dieser: „Ich weiß doch genau, wer du bist!“ Daraufhin erschoss ihn Capone. Capone und Yale waren beide der Meinung, der Mann sei selbst schuld gewesen, da er mit Rache gedroht habe. Da sich keine Zeugen finden ließen, konnte man Al Capone, wie in vielen anderen Fällen, nichts nachweisen.

### Grund für den Weggang aus New York
Eines Abends kassierte Capone für Yale Schutzgelder, als ihm Arthur Finnegan von der irischen White Hand Gang begegnete, deren Mitglieder gerne Italiener beschimpften und schon in der Vergangenheit mehrmals mit ihnen aneinandergeraten waren. Obwohl Capone ihn unbewaffnet angriff, verletzte er Finnegan so schwer, dass er ihn für tot hielt. Finnegan überlebte zwar, musste aber für etwa fünf Wochen im Krankenhaus bleiben. Erneut konnte die Polizei Capone nichts nachweisen. Doch Bill Lovett von den „White Handers“, den selbst seine Freunde nur mit Vorsicht behandelten, begann nach Capone zu suchen, der wegen seiner auffälligen Narben Gefahr lief, schnell erkannt zu werden. Daher forderte Frankie Yale Capone Ende 1919 auf, nach Chicago zu Johnny Torrio umzuziehen.

## Chicago

### Gesellschaft und Politik
In Chicago erlangte Al Capone in kurzer Zeit relativ viel Macht und Einfluss. Entscheidend dafür waren neben seiner späteren Übernahme des Gebiets von Johnny Torrio insbesondere die gesellschaftlichen Bedingungen in der „Unterwelt“ Chicagos. Bereits in den 1830er-Jahren blühte dort das illegale Glücksspiel, ab den 1870er Jahren auch die Prostitution. Der Einfluss der gesellschaftspolitischen Interessen des Vergnügungsviertels war so groß, dass 1858 Bürgermeister John Wentworth, der sich zu deutlich für die Einschränkung des „Lasters“ ausgesprochen hatte, abgewählt wurde. Der Reformer Charles Edward Merriam behauptete um 1920: „Chicago ist einmalig. Es ist die einzige Stadt in Amerika, die durch und durch korrupt ist.“ Das innerstädtische Vergnügungsviertel Chicagos war zunächst der Erste Bezirk gewesen, später waren die Etablissements nach und nach in das berüchtigte „Levee“ verlegt worden.
Als schließlich 1920 die Prohibition in den Vereinigten Staaten begann, waren viele Bürger Chicagos nicht an einer Durchsetzung des Alkoholverbots interessiert. Auch in der bürgerlichen Gesellschaft stieß es zum Teil auf offene Ablehnung. Das Verbot, das ursprünglich die Kriminalitätsrate senken sollte, bewirkte das genaue Gegenteil: Die organisierte Kriminalität blühte auf, nicht nur in Chicago. Denn das Verbot ermöglichte es, vielfach höhere Preise für Alkohol zu verlangen, der vor allem in illegalen Kneipen (Speakeasys) verkauft wurde. Die landesweit rund 2300 nur gering entlohnten Prohibitionsagenten waren nicht in der Lage, das Verbot vollständig durchzusetzen. Dass Capone den Bürgern ihren Wunsch nach Alkohol erfüllte, halten einige Beobachter für einen wichtigen Faktor, der zu seiner Popularität beitrug.
Auch in der Politik nutzte Capone lediglich schon bestehende Strukturen: Das Unternehmen, das er später von Johnny Torrio übernehmen sollte, ging auf Jim Colosimo und dessen Bordelle zurück. Colosimo, um 1920 einer der mächtigsten Männer Chicagos, hatte bereits in den 1890er-Jahren mit den Ratsherren „Bathhouse“ John Coughlin und Michael „Hinky Dink“ Kenna zusammengearbeitet. Er ließ seine Kollegen für die beiden stimmen und wurde im Gegenzug Wahlkreisleiter. Von 1915 bis 1923 war William Hale „Big Bill“ Thompson Bürgermeister. Er änderte zugunsten Colosimos die Bezirkseinteilung, als sich das Vergnügungsviertel aus dem Einflussbereich Coughlins und Kennas zu verlagern drohte. Thompson war ein reicher Vieh- und Immobilienhändler, der sich wegen einer 50-Dollar-Wette zur Wahl gestellt hatte. Seine Leute waren fast alle korrupt. Als er sich 1927 zur Wiederwahl stellte, unterstützte Capone ihn massiv, da Thompson anders als sein Gegenkandidat Dever nicht auf die Durchsetzung der Prohibition pochte.

### Unter Torrio
Johnny Torrio war der Unterboss von Jim Colosimo, als Capone in Chicago ankam. Capone fing auch hier wieder als kleiner Rausschmeißer und Aufreißer an. Wie Torrio seinen Mentor Paul Kelly, so bewunderte Capone nun Torrio. Dieser wiederum schätzte Capones Fähigkeiten, die er für seine kriminellen Pläne benötigte. So half Capone maßgeblich bei der Planung des Mordes an Jim Colosimo, der am 11. Mai 1920 von Frankie Yale ausgeführt wurde. Dadurch konnte Torrio das große kriminelle Territorium seines Vetters übernehmen und mit dem Alkoholschmuggel beginnen. Vermutlich um 1922 wurde Capone zu Torrios wichtigstem Mann. Dieser hatte so viel Vertrauen in seinen Schützling gewonnen, dass er ihm während eines Italien-Urlaubs Ende 1923 bis zum Frühjahr 1924 die Verantwortung übergab. In dieser Zeit, Anfang 1923, kam es zu einer Übereinkunft der Chicagoer Gangs, ihre jeweils zugewiesenen Territorien nicht zu überschreiten. Torrios Vertrauen in Capone erwies sich als wohlbegründet, denn er festigte die Macht des von ihm geleiteten Verbrechersyndikats und dehnte dessen Einfluss auf die damals 70.000 Einwohner zählende Stadt Cicero vor Chicago aus.

### Übernahme von Torrios Posten
Die Genna-Brüder waren wichtige Verbündete und beherrschten mit ihrem billigen Alkohol „Little Italy“ und vermutlich sogar den Westen bis zum Chicago Loop. Allerdings begannen sie nun, auf das Gebiet der „Nordseite“ vorzudringen, und der irischstämmige Dean O’Banion beschwerte sich darüber bei der „Südseite“, die in gewisser Hinsicht das eigentliche Oberkommando der Stadt führte. Torrio ging aber nicht gegen die sizilianischen Gennas vor und so nahm O’Banion die Sache selbst in die Hand. Hierin ist die eigentliche Ursache des kommenden Bandenkriegs zu sehen, die schließlich in einem Attentat auf Torrio selbst mündete. Im März 1925 ahnte Torrio den Zusammenbruch des Syndikats voraus und entschloss sich, von diesem Mordanschlag geschwächt, auszusteigen und die Macht vollständig Capone zu überlassen.
Das Attentat auf Torrio und insbesondere die Ermordung von Angelo Genna im Mai 1925 wurden unter anderem mit einer Aktion am 13. Juni 1925 beantwortet. An diesem Tag überfielen John Scalise, Albert Anselmi und Mike Genna die „Northsiders“ George Moran und Vincent Drucci aus dem Hinterhalt. Sie schossen mit Schrotflinten auf das Auto von Moran und Drucci und verletzten Letzteren. Mike Genna wurde auf der Flucht vor der Polizei getötet. Mit Hilfe von Anselmi und Scalise, die er unter sein Kommando nahm, ging Capone dann gegen die Genna-Brüder vor, die eigentlich Verbündete von Torrio gegen die „Nordseite“ gewesen waren, um deren territoriales Vordringen zu unterbinden. Antonio Genna wurde am 8. Juli 1925 ermordet, die verbliebenen Genna-Brüder gaben auf. Durch diese Maßnahme hatte sich Capone zu beiden Seiten hin Luft verschafft und seine Position als Oberhaupt von Chicago gefestigt.
Im Dezember 1925 reiste Capone nach New York – nach eigenen Angaben wegen einer Operation seines Sohnes. Allerdings war er dort auch an einer Schießerei mit den White Hands beteiligt. In der Folge löste sich die White-Hands-Gang praktisch auf, was insbesondere bei Frankie Yale Erleichterung auslöste. Vermutlich war die Aktion ein „Kompensationsgeschäft“ für Yales Morde an Colosimo und Dean O’Banion. Aufgrund weiterer Bandenmorde brach das Alkohol-Kartell allmählich zusammen. Das Jahr 1925 war insgesamt schlecht für Capones Unternehmungen, da die Vertuschung der Morde sehr teuer wurde.

### Bandenkriege
Am 27. April 1926 ermordete man das führende Mitglied der South Side von Chicago Jim Doherty sowie den stellvertretenden Staatsanwalt Bill McSwiggin und die Randfigur Red Duffy. Nach Polizeiangaben hatte Capone dabei selbst geschossen, um seine Leute anzuspornen. Da der Mord an Staatsanwalt McSwiggin für großes Aufsehen in den Medien sorgte, musste Capone für drei Monate untertauchen. Die Folge waren Razzien in seinen Lokalen; der Schaden für sein Unternehmen wird auf eine Million US-Dollar geschätzt. Im Juli 1926 stellte sich Capone einem Verhör; die Polizei konnte aber trotz des dringenden Verdachts keine Beweise vorlegen. Das eigentliche Ziel des Anschlags war das O’Donnell-Mitglied Doherty. Trotz des Aufsehens ging Capones Strategie auf: In der South Side beruhigten sich die Verhältnisse.
Am 11. Oktober 1926 wurden Hymie Weiss und Patrick Murray vor Schofields Blumenladen getötet, was zur Schwächung der North Side Gang führte. Weiss war angeblich der Einzige, den Capone je fürchtete. In der Folge gab es am 20. Oktober 1926 ein Treffen zwischen Chicagos Bandenführern Al Capone, Vincent Drucci und George Moran von der North Side, Myles O’Donnell von der South Side und einigen weiteren. Sie vereinbarten, die Situation von 1923 wiederherzustellen: Es wurden erneut Territorien abgesteckt; vorübergehend herrschte Frieden zwischen den Banden.
Anfang des Jahres 1927 hatte Capone mit Frankie Yale eine Vereinbarung über Alkoholtransporte getroffen. Nachdem aber Yale versucht hatte, ihn zu hintergehen, ließ Capone seinen ehemaligen Mentor am 1. Juli 1928, vermutlich durch Jack McGurn, töten. Capone war höchstwahrscheinlich auch der Auftraggeber des Valentinstag-Massakers am 14. Februar 1929, bei dem George Moran ausgeschaltet werden sollte.
1929 planten Scalise, Anselmi und Joseph Giunta trotz geringer Erfolgschancen einen Anschlag auf Capone. Wahrscheinlich bekam ein Kellner oder Capones Hauptleibwächter Frankie Rio Wind von dem Plan. Da Capone es zunächst nicht glauben wollte, stellte er den Attentätern eine Falle. Bei einem Essen inszenierten Capone und Rio einen scheinbaren Streit. Scalise und Anselmi boten Rio daraufhin ein Bündnis an und offenbarten ihr Vorhaben. Capone sah seinen Stolz und seine Loyalität schwer verletzt. Am 7. Mai 1929 gab es ein großes Bankett der Organisation, bei dem alle Gäste vorher auf Waffen untersucht wurden. Scalise, Anselmi und Giunta waren, das ergab die Autopsie, bei diesem Festmahl bereits betrunken, als Capone sie mit einem Baseballschläger niederschlug. Anschließend wurden die drei erschossen. George Meyer, ein ehemaliger Fahrer, sagte später, Capone sei so rasend vor Wut gewesen, dass die anderen glaubten, er habe einen Herzanfall erlitten.

### Erste Freiheitsstrafe

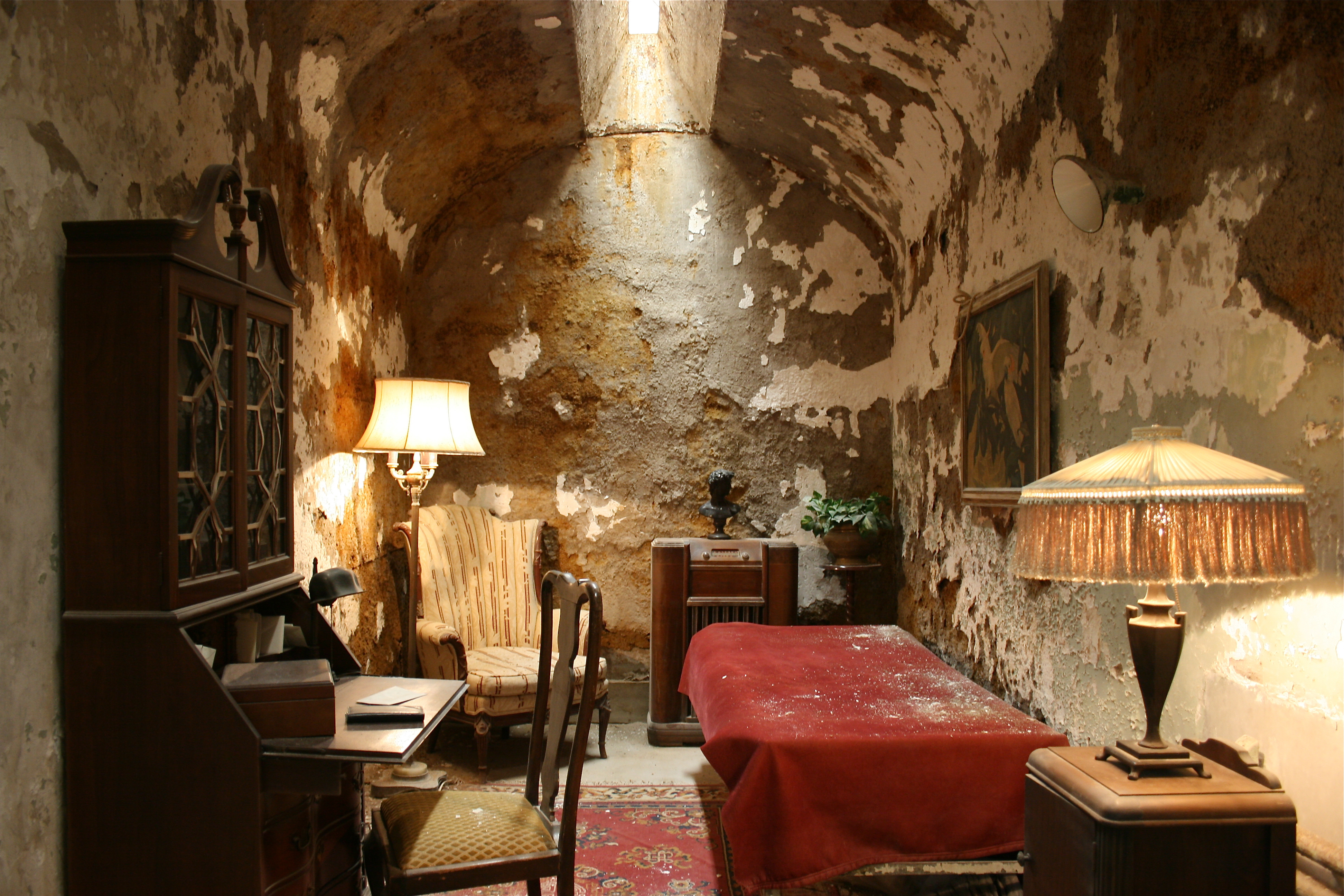
Al Capones Zelle in der Eastern State Penitentiary

Am 16. Mai 1929 wurden Frankie Rio und Capone in Philadelphia wegen Waffenbesitzes in einer vermutlich inszenierten Verhaftung festgenommen und zu einem Jahr Freiheitsstrafe verurteilt – obwohl Capone nur eine Höchststrafe von drei Monaten erwartet hatte. Er kam zunächst nach Holmesburg, ein berüchtigtes Gefängnis, wurde aber nach kurzer Zeit dank einflussreicher Verbündeter ins Eastern State Penitentiary verlegt, in dem bessere Verhältnisse herrschten. Er führte sogar seine Geschäfte weiter. Für andere Banden schien er unangreifbar. Nach zehn Monaten wurde er am 17. März 1930 wegen guter Führung entlassen. Aus Sicherheitsgründen wurde seine Freilassung erst vier Stunden nach der Entlassung bekannt gegeben.

## Das Ende seiner Karriere

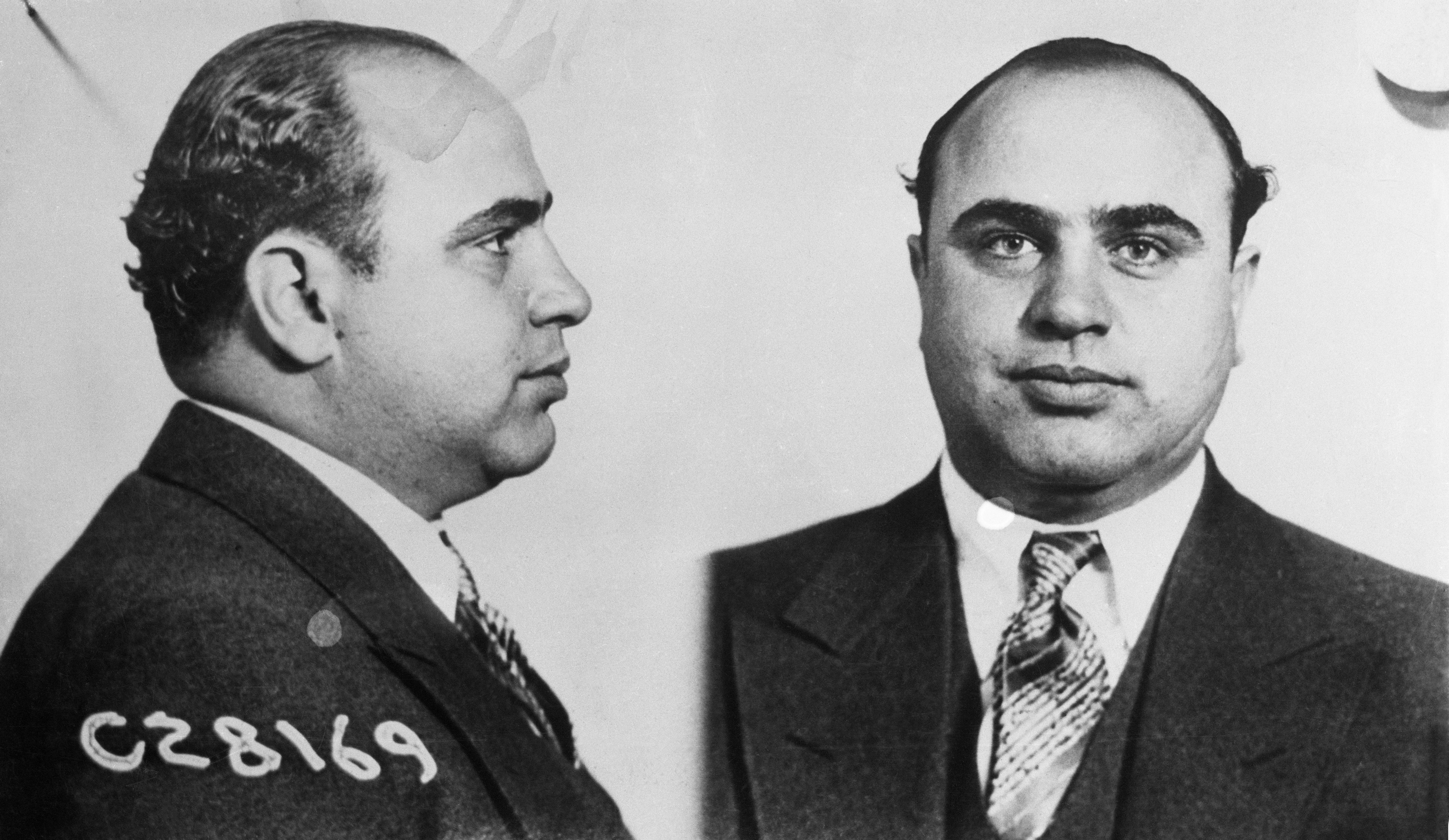
Polizeifoto Capones vom 17. Juni 1931

### Capones Position wird instabil
Obwohl er aus dem Gefängnis Philadelphias entlassen worden war, kam Capone immer weiter in Bedrängnis. Auch in Florida, wo er seit 1928 eine Villa besaß, wollte man ihn im Gefängnis sehen, obwohl er dort nur in geringem Ausmaß kriminelle Geschäfte betrieben hatte. Zwar gab es auch in Florida Korruption, doch geschahen Aktivitäten wie Alkoholverkauf und Glücksspiel dort eher subtil. Vor allem befürchtete man in Florida das Aufkommen von Bandenmorden.
Die Strafverfolgungsbehörden bedrängten Capone zunehmend, konnten ihn zunächst jedoch nicht belangen. 1930 wurde er viermal von der Polizei festgehalten, unter anderem weil sich angeblich Beschwerden der Bevölkerung mehrten und er kein „anständiger Bürger“ sei. Ab 1929 versuchte auch der gefürchtete Prohibitionsagent Eliot Ness, Capone in die Enge zu treiben. Da dessen Versuche, auf seine Art mit diesem Problem fertigzuwerden, fehlschlugen, bezeichnete man Ness und seine Truppe als Die Unbestechlichen. Zwar konnten sie weder den Alkoholkonsum in Chicago unterbinden noch Capone das Handwerk legen, doch sie fügten seinem Syndikat durch zahlreiche Razzien erheblichen finanziellen Schaden zu.
Schon 1927 zeigte die US-amerikanische Steuerbehörde IRS erstes Interesse an Capone und seinem offenbar riesigen, aber unversteuerten Einkommen. Sein Bruder Ralph Capone und sein Freund und Mitarbeiter Jack Guzik wurden bereits 1930 wegen Steuerhinterziehung verurteilt. Capone jedoch handelte nicht leichtsinnig, weshalb es für den IRS zunächst schwer war, überhaupt Ansatzpunkte für eine Ermittlung zu finden.
Am 17. April 1930 fand eine Besprechung zwischen Capone, seinem Anwalt und dem IRS statt. Dabei kam es zu einem Missverständnis von Capones Anwalt: Das Gespräch wurde protokolliert und ihm auch mitgeteilt, dass alle Aussagen in weiteren Untersuchungen verwendet werden würden. Der Anwalt ging allerdings irrigerweise davon aus, dass die Besprechung rechtsunverbindlich sei. Durch Capones Aussagen bekam der IRS nun eine Grundlage für ein Netto-Wert-Verfahren: In einem solchen wird beispielsweise festgestellt, dass ein zusätzliches Einkommen vorhanden sein muss, wenn jemand Eigentum besitzt, das er sich bei seinem bekannten Einkommen gar nicht leisten könnte.
Am 24. April 1930 veröffentlichte die Chicago Crime Commission eine Liste mit 28 „Staatsfeinden“ („Public Enemies“) Chicagos, die von Al Capone angeführt wurde. Ab diesem Zeitpunkt war es (besonders in der Presse) üblich, ihn als „Staatsfeind Nr. 1“ zu titulieren.

### Der Steuerprozess
Am 25. Februar 1931 wurde Capone wegen eines Bagatelldelikts verurteilt: Er hatte den Termin einer Vorladung nicht akzeptiert. Die Freiheitsstrafe betrug sechs Monate, aber gegen Kaution blieb Capone auf freiem Fuß. Eine weitere Anklage wegen Landstreicherei in Florida wurde auf Antrag der Staatsanwaltschaft am 3. April abgewiesen, da diese keine belastenden Zeugen stellen konnte. Am 5. Juni 1931 erfolgte schließlich die Anklage wegen Steuerhinterziehung in Höhe von 200.000 US-Dollar. Diese Summe war offensichtlich verhältnismäßig gering. Es handelte sich nur um den Teil, der nachgewiesen werden konnte. Wie bei der früheren Besprechung mit dem IRS schätzte Capone seine Lage erneut falsch ein: Eine vermeintliche Vereinbarung, dass ein Schuldbekenntnis zu einer Strafmaßminderung führen werde, stellte sich später als ungültig heraus. Die Staatsanwälte weigerten sich, einen Kompromiss einzugehen. Als der Richter Wilkerson erklärte, nicht an eine vereinbarte Strafmilderung gebunden zu sein, zog Capone sein Bekenntnis zurück.
Die Verteidiger Capones waren anscheinend inkompetent. Tommy Nash, sein erfahrener Anwalt, war aus ungeklärten Gründen nicht am Prozess beteiligt. Stattdessen vertrat ihn Mike Ahern, der sonst eher Schreibtischarbeiten erledigte. Am 8. Oktober erfolgte der „Geheimpfad nach Waterloo“, wie ein Beobachter schrieb. Die Verteidiger Capones machten von Einspruchsrechten nur zaghaft Gebrauch, als die Staatsanwaltschaft entscheidendes Belastungsmaterial vorlegte. Der Verteidigung fehlte eine Strategie, sie hatte sich zu sehr auf die Vereinbarung mit dem Schuldbekenntnis festgelegt. Dazu kam noch das nicht überzeugende Plädoyer.
Im Juni standen die Erwartungen für eine Freiheitsstrafe zwischen zwei und vier Jahren. Die Presse reagierte daraufhin empört über die Justiz: Sie zeige sich unfähig, etwas anderes als ein Steuervergehen nachzuweisen und insbesondere keine Verletzung des Prohibitionsgesetzes. Von den 23 Anklagepunkten wurde Capone am 17. Oktober 1931 in lediglich fünf Punkten für schuldig erklärt, darunter allerdings drei schwere Vergehen, die je fünf Jahre Gefängnisstrafe nach sich ziehen konnten.

### Capone endgültig hinter Gittern
Am 24. Oktober 1931 wurde das Strafmaß verkündet: Wegen Steuerhinterziehung im Zusammenhang mit Geldwäsche wurde Al Capone zu 50.000 US-Dollar Strafe, zusätzlich knapp 8.000 US-Dollar Gerichtskosten und elf Jahren Freiheitsstrafe verurteilt.
Seine Freiheitsstrafe verbüßte Al Capone zunächst im Bundesgefängnis in Atlanta, Georgia, wohin er am 4. Mai 1932 vom Cook County Jail aus überstellt wurde. Obwohl Atlanta bis dahin als härteste Bundesanstalt galt, gelang es ihm, von dort aus seine Geschäfte weiterzuführen sowie namhaften Besuch zu empfangen – beispielsweise seinen Mentor Johnny Torrio oder Größen der organisierten Kriminalität wie Dutch Schultz und Lucky Luciano. Er arbeitete als Schuhmacher und galt als Musterhäftling. Laut dem Gefängnisdirektor wurde er genauso behandelt wie alle anderen Gefangenen, Mithäftlinge behaupteten jedoch, er habe wie ein König gelebt. Bargeldschmuggel, möglicherweise auch mit Hilfe der Wärter, verhalf ihm zu gewissen Privilegien, die aber eher bedeutungslos waren. Trotzdem empfand er die Haft als Belastung. „Schlafen ist wie davonlaufen“, sagte er nach der Entlassung der Zeitung Herald and Examiner einmal im Gespräch mit einem Wärter.
Die Behörden betrachteten Capones Einfluss als Problem. Daher wurde er am 18. August 1934 nach Alcatraz in die Bucht von San Francisco verlegt – das ehemalige Fort war zuvor zu einem Hochsicherheitsgefängnis umgebaut worden. Dort war Capone von der Außenwelt weitgehend abgeschnitten: Zeitungen waren verboten, Briefverkehr fand nur eingeschränkt und zensiert statt, auch Besuche waren stark beschränkt. Der damalige Gefängnisdirektor Johnston bemühte sich zu verhindern, dass Capone Einfluss auf die Mithäftlinge gewann. Für sie gab es genügend Essen und Zigaretten, um es unmöglich zu machen, sie zu bestechen. Da Capone im Gegensatz zu anderen Schwerverbrechern eine relativ kurze Strafe erhalten hatte, bemühte er sich um eine ordentliche Führung. Er hielt sich aus Revolten heraus, was allerdings den Zorn anderer Häftlinge auf ihn zog. Es fanden mehrere glimpflich verlaufene Angriffe auf ihn statt, er büßte viel von seinem Status ein und litt schwer unter der Situation. Wegen guter Führung wurde er schließlich am 6. Januar 1939 vorzeitig entlassen.

### Al Capones Tod

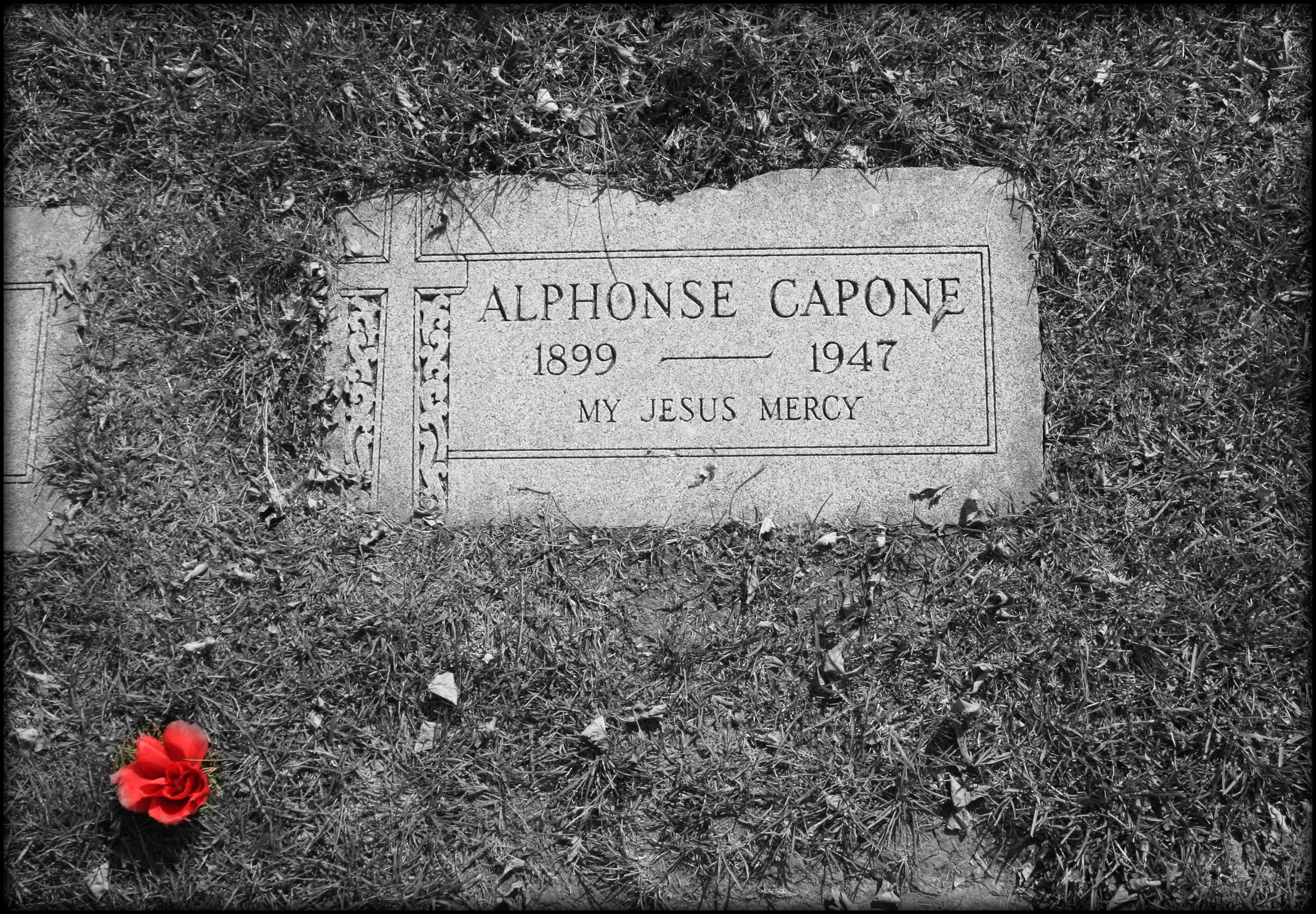
Al Capones Grab auf dem Mount-Carmel-Friedhof in Hillside, Illinois

Vermutlich hatte Capone sich 1928 bei einer seiner Prostituierten mit Syphilis angesteckt. Während der Haftzeit wurde sein körperlicher Zustand immer schlechter, danach konnte eine Behandlung die Symptome mildern. Die letzten acht Jahre verbrachte er im Familienanwesen in Florida. Am 21. Januar 1947 erlitt er einen Schlaganfall. Nach anfänglicher Erholung entwickelte sich eine Lungenentzündung. Er starb am 25. Januar 1947 im Alter von 48 Jahren im Beisein seiner Familie, wie er es sich gewünscht hatte.
Der Leichnam wurde aus Angst vor Rache zunächst anonym auf dem Mount Olivet Cemetery beigesetzt und erst später auf den Mount-Carmel-Friedhof überführt. Im Vergleich zu den Blumenmeeren anderer Beerdigungen, wie beispielsweise der von Dean O’Banion, fiel die Beisetzung Capones deutlich bescheidener aus. Anthony Accardo, ein wichtiger Mann der Organisation, hatte angeordnet, dass nur die Familie und deren Freunde kommen sollten.

## Capones Charakter und Privatleben
Am 30. Dezember 1918 heiratete Al Capone die irischstämmige Mary „Mae“ Josephine Coughlin, die am 4. April 1897 geboren worden war. Bereits vor der Hochzeit am 4. Dezember 1918 hatten sie einen – den einzigen – Sohn bekommen: Albert Francis „Sonny“ Capone. Da Hochzeiten zwischen Irischstämmigen und Italo-Amerikanern damals eher selten waren, wird seine Ehe als Zeichen für Capones Vorurteilslosigkeit gesehen. Capone war Mae im Laufe seiner Karriere nicht immer treu, wie auch seine Ansteckung mit der Syphilis zeigte. Dennoch hielt Mae bis zu seinem Tod zu ihm. Sie überlebte ihren Mann um fast vier Jahrzehnte und starb am 16. April 1986 in Hollywood, Florida.
Ein Reporter, der ihn interviewte, bezeichnete ihn als „intelligent, unbekümmert und liebenswürdig“. Capone konnte sich auch sehr für Musik begeistern: Am meisten liebte er italienische Opern, aber er hörte auch gerne Jazz.
In den Bandenkriegen ging Capone kaltblütig und brutal vor und griff selbst zur Waffe. Innerhalb der Bandenstrukturen hatte er den Ruf, sehr verlässlich zu sein. Vom Drogenhandel, abgesehen vom Alkohol, hielt er sich fern, da er befürchtete, seine Organisation könne dadurch ruiniert werden. Er zeigte in den folgenden Jahren seinen Partnern gegenüber Loyalität und seine Großzügigkeit war legendär. Im Glücksspiel galt er als Pechvogel: Von seiner Ankunft in Chicago bis 1927 soll er 7,5 Millionen Dollar verloren haben. Er veranstaltete ausgelassene Feiern, die meistens in riesigen Gelagen endeten. Die Kellner und Bediensteten in Lokalen konnten sich eines großzügigen Trinkgeldes sicher sein. Dieser verschwenderische Lebensstil bot allerdings auch den Steuerfahndern ein unübersehbares Ziel für ihre Ermittlungen.
In der Geschichtswissenschaft wird vor allem auf zwei Faktoren hingewiesen, die Capones Machtstellung begründeten und ihn von den meisten anderen Gangstern seiner Zeit unterschieden. Capone war für seine Fairness bekannt; er verstand es, sich mit ehemaligen Gegnern zu versöhnen und sie durch Zugeständnisse auf seine Seite zu bringen: Wer seine Führung akzeptierte, konnte im Rahmen von Capones Organisation weiterhin eine gewisse Macht ausüben. Beispielsweise engagierte er Frank Gallucio, den Mann, der ihm seine markanten Narben zugefügt hatte, später als seinen Leibwächter. Zweitens galt er als verhältnismäßig tolerant; im Gegensatz zur amerikanischen Cosa Nostra, die von ethnischen Italienern geprägt war, hatte seine Organisation auch irische und jüdische Mitglieder. So etwa war Capones rechte Hand, Jake Guzik, russischer bzw. polnischer Abstammung. Capones Verhältnis zu Giuseppe Aiello, dem Chef der Mafia in Chicago, war hingegen ein ausgesprochen feindseliges, da Capone – der neapolitanischer Abstammung war – den Machtanspruch der Sizilianer nicht anerkannte.

## Mythos Capone

### Capone in der Öffentlichkeit
Um 1924 erkannte Capone, dass sich Freundlichkeit gegenüber der Presse auszahlte, weshalb er sich von da an freundlich gegenüber Journalisten verhielt. Kein Alkoholschmuggler stellte sich so wie er in der Öffentlichkeit dar; wo andere Gangster Kameras aus dem Weg gingen oder Journalisten bedrohten, grinste Capone und warf sich in Positur. Dies machte ihn zum Liebling der Zeitungsleute und trug maßgeblich zu seinem Mythos bei.
Nachdem am 20. September 1926 in einem Café ein Mordanschlag auf Capone verübt worden war, bezahlte er die Krankenhausrechnungen zweier unbeteiligter Verletzter. Er verstand es, solche Ereignisse auszunutzen, um sich Sympathien zu erkaufen. Der Steuerfahnder Elmer Irey berichtete von einer weiteren Anekdote. Danach erhielt der frisch gewählte Präsident Herbert C. Hoover 1929 in einer Hotel-Lobby Applaus – als sich die Menge plötzlich von ihm ab- und dem gerade eintreffenden Capone zuwandte.

### Capone in Film und Musik
Der „Mythos Capone“ entstand schon zu Lebzeiten des Gangsterbosses und fand seither seinen Niederschlag in zahlreichen Gangsterfilmen. 1959 wurde seine Lebensgeschichte unter der Regie von Richard Wilson mit Rod Steiger in der Titelrolle verfilmt, 1975 erschien der Film Capone, produziert von Roger Corman. Al Capone wird hier von Ben Gazzara verkörpert. Auch dieser Film versucht, Capones Leben darzustellen und beginnt mit dessen Ankunft in Chicago. Heute ist er vor allem wegen eines der ersten Auftritte von Sylvester Stallone bekannt, der hier Frank Nitti spielte. 1967 spielte Jason Robards die Rolle des Capone in der Verfilmung des Chicago-Massakers (St. Valentine’s Day Massacre), auch bekannt als Valentinstag-Massaker. Auch beziehen sich beispielsweise die Filme Scarface von 1932 (von Howard Hawks) und 1983 (von Brian De Palma) sowie Brian De Palmas The Untouchables – Die Unbestechlichen von 1987 mehr oder weniger explizit auf Capones Geschichte. Er selbst erhielt sogar ein Angebot über eine Million Dollar für den Auftritt in einem Gangsterfilm. In der Fernsehserie Boardwalk Empire (2010–2014) wird Al Capone von Stephen Graham verkörpert. Im Film Gangster Land (In the Absence of Good Men) aus dem Jahr 2017 wird Capone von Milo Gibson gespielt. Tom Hardy übernahm die Rolle in Capone (2020).
1974 schrieb die Musikgruppe Paper Lace das Lied The night Chicago died. Darin wird die fiktive Geschichte erzählt, wie Al Capone versucht, die Kontrolle über die Stadt zu übernehmen, und wie bei einer Schießerei 100 Polizisten sterben. Der jamaikanische Skamusiker Prince Buster nannte eines seiner bekanntesten Instrumentalstücke „Al Capone“; das Lied wurde später häufig gecovert, unter anderem von dem britischen Skamusiker Judge Dread. Der serbische Musiker Bora Djordjevic besang ihn mit dem Lied „Al Kapone“ auf dem Album „Koza Nostra“. Die albanische Pop-Rock-Band Elita 5 veröffentlichte 2002 das Album Vetëm Për Ju, das einen Song namens Al Kapone enthält. Dieses Lied gehört zu den erfolgreichsten Stücken der Band. Auch Michael Jackson schrieb Mitte der 80er-Jahre ein Lied mit dem Titel Al Capone, das später auf seinem Album Bad als Smooth Criminal veröffentlicht wurde. Al Capone erschien schließlich 2012 auf dem Jubiläumsalbum Bad 25.
Besonders in der amerikanischen Hip-Hop-Szene der 1990er Jahre nahm Al Capone eine wichtige Rolle ein. Seine Person ist bis heute der Inbegriff und bekannteste Charakter des Mafioso- und Gangsta-Rap. Der Rapper Capone, der auch in der Gruppe Capone-N-Noreaga aktiv war, hat seinen Künstlernamen nach ihm gewählt.
Capones Name steht bis heute für den Typus des amerikanischen Gang-Anführers. Details aus seinem Leben werden häufig genutzt, um Filme oder Geschichten anzureichern. Auch in den Tim-und-Struppi-Comics Tim im Kongo und Tim in Amerika hat Capone eine wesentliche Rolle – als einzige real existierende Person im Werk Hergés.